# Euphorbiales
Euphorbiales е разред покритосеменни растения, използван в някои ботанически класификации. В системата на Кронкуист той включва четири семейства, които според класификацията APG II са част от разред Malpighiales:
- Buxaceae
- Simmondsiaceae
- Euphorbiaceae – Млечкови (в системата APG II семейството е разделено на няколко независими семейства)
- Pandaceae